# Pena di morte in Nigeria
La pena di morte in Nigeria è ammessa dall'art. 33 della Costituzione per omicidio, terrorismo, stupro, rapina, sequestro di persona, sodomia, omosessualità, blasfemia, adulterio, incesto, assistenza al suicidio di persona incapace di consenso, spergiuro in caso di ingiusta condanna a morte, tradimento, reati militari come l'ammutinamento e la pratica delle credenze tribali negli stati federati che applicano la shariah. Se condannata è una donna incinta può essere applicato l'ergastolo; così anche se il condannato era minore di 18 anni all'epoca dei fatti.

## Metodi
I metodi di esecuzione includono l'impiccagione, la fucilazione, la lapidazione e dal 2015 l'iniezione letale.

## Storia
Durante la dittatura militare del 1966-1979 e 1983-1998 il governo giustiziava gli oppositori politici. Nell'episodio più noto il generale Abacha ordinò l'esecuzione dei Nove Ogoni per impiccagione (1995).

## XXI secolo
Dopo la transizione democratica del 1999, le sentenze di morte sono ancora emesse ma raramente eseguite. Dal 2006 nessun'esecuzione ha avuto luogo per anni, finché quattro detenuti in attesa nel braccio della morte sono stati impiccati nel 2013; all'epoca però erano in attesa di esecuzione un migliaio di altri condannati. Altre condanne a morte sono state eseguite nel 2016, quando tre uomini furono impiccati per omicidio e rapina a mano armata.
Il 17 dicembre 2014, 54 militari furono condannati alla fucilazione per tentato ammutinamento. Il processo è stato celebrato a porte chiuse davanti al tribunale militare.
L'uso della pena di morte in Nigeria è oggetto di discussione politica. Nell'ottobre 2014, il governatore del Delta Emmanuel Uduaghan graziò tre detenuti nel braccio della morte, su raccomandazione della Consulta di Stato sul potere di grazia. Nel 2017, per contro il governo nigeriano, respinse l'appello di Amnesty International a sospendere l'esecuzione di alcuni detenuti nello Stato di Lagos.